# Paul Chomat
Pour l’article homonyme, voir Chomat.
Paul Chomat, homme politique français, né le 9 janvier 1938 à Saint-Étienne (Loire) et mort le 5 mai 2021 à Saint-Agrève,.
Il est élu député PCF de 1981 à 1988, dans la première circonscription de la Loire en battant l'ancien maire de Saint-Etienne Michel Durafour. 
Paul Chomat a aussi été conseiller général du canton de Saint-Étienne-Nord-Est-2 de 1976 à 2001 et premier adjoint du maire communiste de Saint-Etienne - Joseph Sanguedolce - de 1977 à 1983.